# Maurice Liber
Pour les articles homonymes, voir Liber.
Maurice Liber est un historien et un rabbin né le 19 septembre 1884 à Varsovie, en Pologne, et décédé le 23 novembre 1956 à Paris. Il était membre de l'Alliance israélite universelle dès les années 1930.

## Éléments biographiques
- Enseigne l'histoire juive au Séminaire Israélite de France de la rue Vauquelin à Paris, il en assurera la direction de 1932 à 1951.
- Directeur de la Revue des études juives.
- À la Ve section de l’École Pratique des Hautes Études, il est d'abord suppléant d'Israël Lévi à partir de 1920 puis il devient directeur d'Études de judaïsme talmudique et rabbinique de 1927 à 1949.
- Grand rabbin de la synagogue de la Victoire.
- Crée en 1919 à Paris la première association de jeunesse juive française : Chema Israël.

## Publications
- Rashi, Philadelphia : The Jewish publication Society of America, (1906).
- Les Juifs et la convocation des États Généraux (l789). Revue des études juives, LXIII (1912), LXVI (1913).
- Les Juifs et la convocation des États Généraux (1789) , réédition avec une bibliographie et un index établis par Roger Kohn ; avec une préface et une mise à jour bibliographique par Gérard Nahon, Collection de la Revue des Études Juives, Louvain Paris : Peeters, 1989,  (ISBN 978-90-429-2850-3)
- Un rabbin à Paris et à Versailles en 1778. Bulletin de la Société de l’histoire de Paris et de l’Ile-de-France, Tome XXXVIII, 1911 Paris, 1912, 237-253 p.
- Où en est le judaïsme. Paris : «La Revue de Paris», 1930,  24 p.
- Le Talmud de Jérusalem / Traduit pour la première fois par Moïse Schwab. Introduction de Maurice Liber. Librairie Orientale et Américaine, G.-P. Maisonneuve, 1932-1933.
- Sur les origines de la prière publique dans le Judaïsme.  Annuaire de l'École pratique des hautes études, Section des sciences religieuses 1933-1934.
- Maïmonide (1135-1204).  L’homme d’action. Fondation Sefer, 1935.
- Judaïsme. In  Histoire générale des religions, A. Quillet, 48-65.
- Le Livre du Chabbat : recueil de textes de la littérature juive  [réunis et traduits] par Aimé Pallière et Maurice Liber. Fondation Séfer, 1974, 92 p.